# 圣艾智德堂 (罗马)

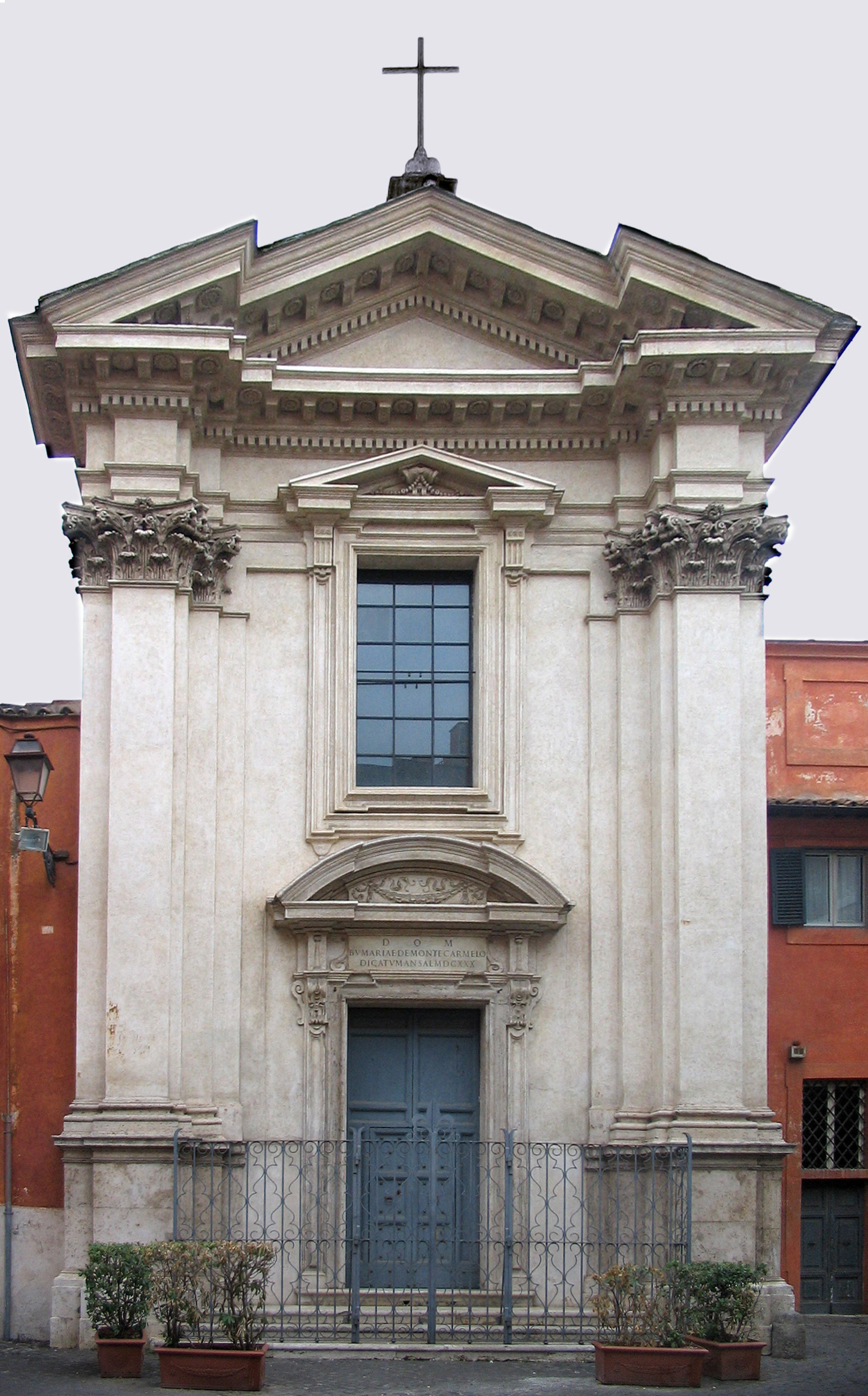
圣艾智德堂

圣艾智德堂（意大利语：Chiesa di Sant'Egidio）是罗马特拉斯提弗列区的一个天主教教堂，圣艾智德是隐士的主保圣人。
该堂创建于1630年，1971年被修女们放弃。1973年，成为一个创建于1968年的平信徒团体的集会场所。该团体此前并无名称，此后就使用该堂的名称，称为圣艾智德团体。
圣艾智德堂与毗邻的前加尔默罗会修道院为圣艾智德团体的总部。